# Simeão Anzevaci
Simeão Anzevaci (em armênio: Շմաւոն Անձևացի; romaniz.: Šmawon Anjewacʼi) foi um nobre armênio (nacarar) do século V da família Anzevaci, ativo durante o reinado do xainxá Isdigerdes II (r. 438–457).

## Nome
Simeão / Simão é a forma lusófona derivada do grego Simeom (Συμεών, Symeṓn) e Simom (Συμων, Symōn), que por sua vez derivam de Ximom (שמעון, Šimʿon), "escutar". Foi registrado em armênio como Xemavom (Շմաւոն, Šmawon).

## Contexto

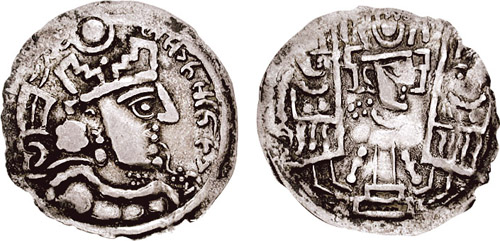
Dracma de r.

Em 428, os nacarares da Armênia peticionaram ao xainxá Vararanes V (r. 420–438) para que destronasse o rei Artaxias IV (r. 422–428) e abolisse a dinastia arsácida. Para governar o país, Vemir-Sapor foi nomeado como marzobã e Vaanes II foi designado à tenência real. Vemir-Sapor morreu em 442, após uma administração considerada justa e liberal, na qual conseguiu manter a ordem sem ferir o sentimento nacional de frente. Vasaces I substituiu-o como marzobã. Vararanes permitiu a manutenção do cristianismo, enquanto procurava acabar com a influência do Império Bizantino sobre a Igreja da Armênia ao anexá-la à Igreja do Oriente. Contudo, seu filho e sucessor, Isdigerdes II (r. 438–457), era um pietista masdeísta e se comprometeu a impor o masdeísmo na Armênia.

## Vida

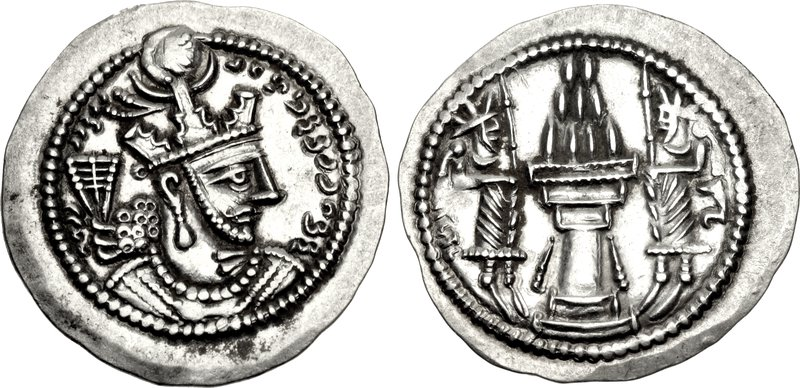
Dracma de r.

A parentela de Simeão é desconhecida, exceto que pertencia à família Anzevaci. Segundo Lázaro de Farpe, esteve presente no Concílio de Artaxata convocado pelo católico José I, o marzobã Vasaces Siuni, o asparapetes Vardanes II e o vitaxa da Marca da Ibéria Axuxa II. A intenção do encontro, ocorrido em 450 segundo Nicholas Adontz, era responder ao edito enviado por Mir-Narses, em nome de Isdigerdes, que exigia que a nobreza armênia se convertesse ao zoroastrismo.  Simeão esteve entre os nobres que compareceram à corte de Ctesifonte pouco depois para reafirmar sua lealdade perante Isdigerdes. Ao retornarem à Armênia, Vardanes II liderou uma grande revolta contra a autoridade de Isdigerdes e Simeão apoiou a causa rebelde. Depois que os últimos vestígios da revolta foram debelados com a morte de Maictes, Simeão esteve entre os nobres capturados pelos iranianos e levados à corte de Ctesifonte.  Os armênios que foram ao Oriente permaneceram em cativeiro na Hircânia até 455, quando puderam retornar.